# Југословени (народ)
Југословени, такозвани синкретистички „седми“ народ Социјалистичке Федеративне Републике Југославије. Признати су као посебна пописна категорија на попису становништва 1961. године. Као Југословени су се изјашњавали припадници различитих народа и народности, који су живели у Краљевини Југославији, Социјалистичкој Југославији и крњој Савезној Републици Југославији. Овакво национално изјашњавање је представљало другачији облик националне самоидентификације, од оног који је био доминантан у тадашњој Југославији. Дакле, национална припадност се у овом случају радије идентификовала са држављанством, него са етничким пореклом.

## Историја
Први пут Југословени се спомињу као нација, кад је краљ Александар I Карађорђевић прогласио 1929. краљевину Југославију и прокламовао постојање Југословена као једне нације са три племена.
Појам Југословена је словенски пример за "швајцарски" тип нације. Национални идентитет припаја се држави а не народном пореклу; Југословен је могао бити свако ко није хтео да се декларише по националности.
Овакво национално изјашњавање је кулминирало на попису становништва 1981. године, када је у Југославији пописано чак 1.219.000 Југословена, после чега се број припадника ове нације смањује. Пошто су се као Југословени највише изјашњавали припадници јужнословенских нација (Срби, Црногорци, Хрвати, Словенци, Македонци, Муслимани), ову нацију можемо такође сматрати јужнословенским народом. У време постојања СФРЈ, Југословени су углавном говорили српскохрватским, македонским и словеначким језиком. По вероисповести, Југословени су били атеисти, православни, католици, муслимани, итд.

## Пописи становништва
Пописи становништва из 1961, 1971, 1981. и 1991. показују да је повећање броја Југословена у Хрватској повезано са великим падом броја Срба док се у Србији исти процес може повезати са променама у броју хрватског становништва. У Хрватској је Срба било 626.000 1971. и 531.000 1981, а број Хрвата је током тог периода нарастао, као и вишеструко број Југословена са 84.000 на 379.000. Највећи процентуални и бројчани пораст броја Југословена а пада Срба, у Хрватској се десио од 1971. године, за време Маспок-а и измене Устава СФРЈ 1974. године, а то је дошло до изражаја на попису 1981. године. У исто време, у Србији је 1971. забележено 184.913 Хрвата, 1981. 149.368, а 1991. тек 105.406, док се број Југословена повећао са 123.824 на 323.555, а Срба са 6.016.811 на 6.446.595.
Раст броја Југословена и припадника најбројнијих народа у двема највећим републикама тадашње СФРЈ, резултат је двају паралелних процеса: са једне стране, број Југословена највише је растао у етнички најмешанијим подручјима (Војводина и Славонија) где је историјски припадање нацији било мање важно од осећаја припадности заједници (па тако и држави - Југославији), а са друге стране све већи развој национализма у Србији и Хрватској је Југословене српског и хрватског порекла издвајао из југословенског корпуса и уводио у националне.
У Босни и Херцеговини је број Југословена на пописима варирао, број Срба и Хрвата константно опадао, док су Муслимани (Бошњаци) бележили континуиран раст. Разлог оваквом развоју догађања треба тражити у томе да је преименовање Муслиман релативно ново, те да се у појединим пописима становништва процес националног идентификовања код многих појединаца мењао, па су се једном осећали као припадници српског или хрватског народа, следећи пут су се изразили као Југословени, а многи су тек касније прихватили бошњачки национални идентитет. Од укупног броја у социјалистичкој републици Босни и Херцеговини, нарочито на пописима из 1971. и 1991. године, велика већина изјашњених Југословена су били етнички Срби који су живели у урбаним, градским срединама.
У другим републикама СФРЈ, на број припадника југословенске „нације“ и других народа, више су утицали други фактори него удео Срба и Хрвата - у Словенији досељавање из других република, у Црној Гори недоумице око припадности црногорском или српском етничком корпусу, у Македонији висок прираштај Албанаца и осећаји „угрожености“ код етничких Македонаца.
Према попису становништва из 1981. године, највећи број Југословена живео је у Србији (36%) и Босни и Херцеговини (26%).

## Југословени данас
Након распада Југославије већина Југословена се опет декларисала према етничком пореклу, али неки се још увек изјашњавају као Југословени.
Тако је, према попису становништва из 2022. године, у Србији је живело 27.143 Југословена, од тога 12.438 у Војводини, 10.499 у региону Београда и 4.206 у ужој Србији без Београда.
Према попису становништва из 2011, у Црној Гори је регистровано 1.154 Југословена.
Број Југословена у Хрватској је мален. У задњем попису становништва (2011) забележено их је свега 331.
У новембру 2009. у Суботици је основан иницијативни одбор за оснивање националног већа Југословена у Републици Србији, при чему је њихов представник нагласио да је њихов језик српскохрватски.